# Sphecodes rubicundus
Sphecodes rubicundus är en biart som beskrevs av Hagens 1875. Sphecodes rubicundus ingår i släktet blodbin, och familjen vägbin. Inga underarter finns listade i Catalogue of Life.